# Férfi hármasugrás az 1896. évi nyári olimpiai játékokon
A férfi hármasugrás egyike volt a 4 ugróversenynek az olimpiai programból. A hármasugrást akkoriban "hopp, kihagy és ugrik" néven jegyezték, mivel ahány versenyző annyiféle ugrási technika volt. A versenyt április 6-án rendezték, és miután közvetlenül a férfi 100 m síkfutás selejtezői után kezdődött, és az egész verseny egykörös volt, a hármasugrás győztese lett az újkori olimpiai játékok első olimpiai bajnoka.

## Rekordok
A Nemzetközi Atlétikai Szövetség 1911 óta tartja nyilván a hivatalos világrekordot, és mivel ez volt az első olimpia, ezért olimpiai rekord sem létezett ez előtt. Ezáltal az ezen a versenyen az első ugró eredménye számít ebben a versenyszámban az első hivatalos olimpiai rekordnak, azonban jelenleg nem áll rendelkezésre olyan adat, ami szerint meg lehet állapítani, hogy milyen sorrendben ugrottak az ugrók.
Az alábbi táblázat tartalmazza a verseny során elért ismert olimpiai rekordokat:
| Dátum      | Esemény | Versenyző               | Eredmény | OR |
| ---------- | ------- | ----------------------- | -------- | -- |
| április 6. | Döntő   | James B. Connolly (USA) | 13,71 m  | OR |

## Eredmények
| Helyezés | Versenyző                | Eredmény   |
| -------- | ------------------------ | ---------- |
| Arany    | James B. Connolly (USA)  | 13,71 m    |
| Ezüst    | Alexandre Tuffèri (FRA)  | 12,70 m    |
| Bronz    | Joánisz Perszákisz (GRE) | 12,52 m    |
| 4.       | Szokolyi Alajos (HUN)    | 11,26 m    |
| 5.       | Carl Schuhmann (GER)     | nincs adat |
| 6-7.     | Fritz Hofmann (GER)      | nincs adat |
| 6-7.     | Khristos Zoumis (GRE)    | nincs adat |

A hatodik és hetedik helyezettek sorrendje ismeretlen.
|  |  |